# جون باور (متزحلق نوردي مزدوج)
جون باور (بالإنجليزية: John Bower)‏ هو متزحلق نوردي مزدوج أمريكي، ولد في 8 نوفمبر 1941 في أوبورن في الولايات المتحدة، وتوفي في 6 يونيو 2017 في بارك سيتي في الولايات المتحدة.

## وصلات خارجية
- جون باور على موقع أوليمبيديا (الإنجليزية)